# Bias induttivo
Nell'apprendimento automatico, il bias induttivo di un algoritmo è l'insieme di assunzioni che il classificatore usa per predire l'output dati gli input che esso non ha ancora incontrato (Mitchell, 1980).
L'apprendimento automatico mira a costruire algoritmi che siano in grado di apprendere una certa funzione obiettivo. A tale scopo, si fornisce all'algoritmo di apprendimento un insieme di addestramento, che contiene esempi della relazione sottesa tra valori di ingresso e di uscita della funzione obiettivo. Il classificatore deve quindi approssimare la funzione obiettivo a partire da tali esempi. Il tipo di assunzioni che il classificatore effettua sulla natura della funzione obiettivo prende il nome di bias induttivo (Mitchell, 1980; desJardins and Gordon, 1995).
Un classico esempio di bias induttivo è il rasoio di Occam. Tale principio assume che l'ipotesi più semplice consistente con l'insieme di addestramento sia da preferire.